# Bagassa guianensis
Bagassa guianensis ist ein Baum in der Familie der Maulbeergewächse aus dem nordöstlichen Südamerika, Brasilien, Französisch-Guayana, Guyana, Suriname. Es ist die einzige Art der Gattung Bagassa.

## Beschreibung
Bagassa guianensis wächst als laubabwerfender bis halbimmergrüner Baum etwa 30–40 Meter hoch. Der Stammdurchmesser erreicht 50–90 Zentimeter oder einiges mehr. Die Borke ist bräunlich und relativ glatt bis leicht rissig, furchig oder etwas schuppig und es sind kleinere Wurzelanläufe vorhanden. Der Baum führt einen süßen, klebrigen und trinkbaren Milchsaft.
Die einfachen, gestielten und leicht ledrigen Laubblätter sind kreuzgegenständig. Der etwas behaarte Blattstiel ist etwa 5–12 Zentimeter lang. Die Blätter sind eiförmig bis dreieckig oder rundlich und teils mehr oder weniger dreilappig bis dreizähnig (besonders die jungen Blätter), der Rand ist ganz bis gekerbt, gesägt. Die Blätter sind 12–27 Zentimeter groß und spitz bis zugespitzt, sowie an der Basis leicht herzförmig bis abgerundet, oberseits sind sie fast kahl und unterseits dicht und kurz, fein behaart. Die Nervatur ist dreizählig und unterseits erhaben. Es sind abfallende und fein behaarte Nebenblätter vorhanden. Die jungen Blätter sind schuppig.
Bagassa guianensis ist zweihäusig diözisch mit achselständigen und sehr vielblütigen Blütenständen, die einzeln oder zu zweit erscheinen. Die sehr kleinen, dicht stehenden Blüten mit einfacher Blütenhülle besitzen ein vierteiliges, mehr oder weniger feinhaariges, 1–2 Millimeter langes Perianth. Es sind mehrere behaarte Deckblätter vorhanden. Die männlichen, grünen bis rötlich-bräunlichen, etwa walzlichen Blütenstände sind gestielte, etwa 5–12 Zentimeter lange, schmale Ähren mit fein behaartem Stiel und einem Durchmesser von etwa 4–8 Millimetern. Die weiblichen, grünlichen Blütenstände sind kleine, gestielte, etwa 1–2 Zentimeter große Köpfchen mit einem fein behaarten, dicken Stiel. Bei den männlichen Blüten sind 2(4) Staubblätter und ein pfriemlicher Pistillode vorhanden. Der Fruchtknoten der weiblichen Blüten ist oberständig, mit zwei nahezu sitzenden, etwas seitlichen und pfriemlichen Narbenästen.
Die rundlichen, orange-gelben und noppigen Fruchtverbände sind etwa 2,5–4 Zentimeter groß. Die vielen kleinen, 5–8 Millimeter großen, teils gestielten Einzelfrüchte, Steinfrüchte mit membranösem Exokarp sind vom fleischigen, röhrigen, etwa 1,2–1,4 Zentimeter langen Perianth umschlossen (Scheinfrucht). Die orange-bräunlichen, ellipsoiden und glatten, knochigen Samen (Steinkern) sind etwa 3–3,5 Millimeter groß.

## Taxonomie
Die Erstbeschreibung der Gattung Bagassa und der Art Bagassa guianensis erfolgte 1775 durch Jean Baptiste Christophe Fusée Aublet in Hist. Pl. Guiane T. 2, Suppl. 15 und T. 4, t. 376. Synonyme sind Bagassa sagotiana Burch. ex Benth. & Hook.f., Bagassa tiliifolia (Desf.) Benoist, Laurea tiliifolia Gaudich., Piper tiliifolium Desv. Ein Synonym der Gattung Bagassa ist Laurea Gaudich.

## Verwendung
Die süß-sauren Früchte bzw. die Fruchtverbände sind essbar.
Das recht schwere, harte und beständige Holz ist bekannt als Bagasse(a) oder Tatajuba sowie Cow-wood, es wird für einige Anwendungen genutzt.